# Sedum wannanense
Sedum wannanense är en fetbladsväxtart som beskrevs av X.H. Guo, X.P. Zhang och X.H. Chen. Sedum wannanense ingår i Fetknoppssläktet som ingår i familjen fetbladsväxter. Inga underarter finns listade i Catalogue of Life.